# Holorusia pluto
Holorusia pluto är en tvåvingeart som först beskrevs av Enrico Adelelmo Brunetti 1911.  Holorusia pluto ingår i släktet Holorusia och familjen storharkrankar.
Artens utbredningsområde är Vietnam. Inga underarter finns listade i Catalogue of Life.